# Герхард І (граф Меца)
Герхард I (Жерар I; фр. Gérard Ier de Metz; бл. 875 — 22 червня 910) — граф Меца. Син Адаларда Мецького (бл. 850 — 2 січня 890), онук Адаларда Сенешаля.

## Біографія

### Правління
Разом з братами Стефаном (графом Шомона і Бідгау) і Матфредом I намагався захопити владу в Лотаринзькому королівстві, але її королем у 895 році став Цвентібольд, позашлюбний син Арнульфа Каринтійського.
У 897 році графи Стефан, Одакар, Герхард і Матфрід I втратили отримані від Арнульфа лени. Цвентібольд, прийшовши з військом в Трір, поділив землі між своїми людьми, залишивши за собою монастир в Ерені і монастир Святого Петра у Меці. Через деякий час за посередництва Арнульфа Каринтійського Стефан, Герхард і Матфрід примирилися з його сином.
Незабаром після смерті імператора Арнульфа, в 900 році Герхард I, Матфрід I і Стефан підняли повстання. В битві недалеко від Маасу вони розгромили військо Цвентібольда, а його самого вбили.
У 906 році регент при Людовіку IV Конрад Старший оголосив Герхарда і Матфріда поза законом за напади на королівських васалів. Для утихомирення братів був відправлений з великим загоном його син, майбутній король Конрад Франконський. Він розорив їх володіння і домігся від них клятви не порушувати встановлений порядок.
Вважається, що Герхард I загинув 22 червня 910 року під час війни з баварцями. Можливо, його переплутали з графом Гебхардом фон Веттерау. Овдовівши вдруге, Ода Саксонська вийшла заміж за Еберхарда, графа в Оберлангау.

## Родина
Дружина (з 900 р) — Ода (бл. 884 — бл. 952), дочка Оттона I, герцога Саксонського
Діти:
- Вігфрід (пом. 9 липня 953), архієпископ Кельна з 924 року
- Ода Мецька (пом. після 18 травня 963), чоловік — Гозлен Арденнський, граф Бідгау і Метінгау. Їх сином був архієпископ Реймса Адальберон
- невідома дочка
- Готфрід (пом. після 949), граф в Юліхгау.